# 瑪米拉蓄水池

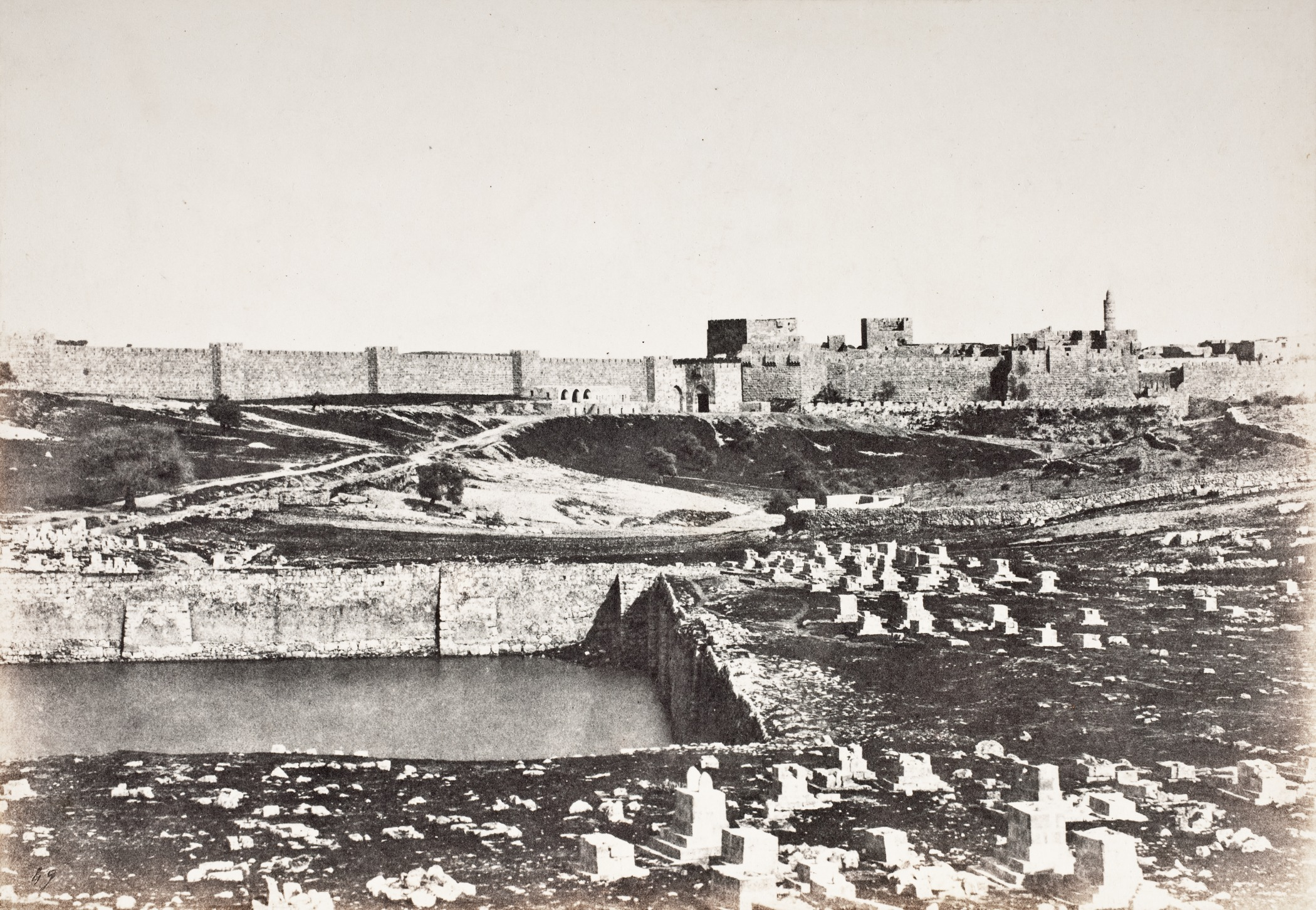
1854年的瑪米拉蓄水池

瑪米拉蓄水池是耶路撒冷的多座古代蓄水池之一。瑪米拉蓄水池位於舊城城牆外，雅法門西北約650（710碼），通過一條地下通道與舊城基督教徒區的希西家蓄水池連接。